# Adirondack Frostbite
Die Adirondack Frostbite waren eine US-amerikanische Eishockeymannschaft aus Glens Falls, New York. Das Team spielte von 1999 bis 2006 in der United Hockey League.

## Geschichte
Das Franchise der Winston-Salem IceHawks aus der United Hockey League wurde 1999 von Winston-Salem, North Carolina, nach Glens Falls, New York, umgesiedelt und in Adirondack IceHawks umbenannt. Dort ersetzten sie die Adirondack Red Wings aus der American Hockey League. Während der sieben Jahre ihres Bestehens gehörte die Mannschaft zu den konstantesten der Liga. In den Jahren 2001 und 2005 beendeten sie ihre Division jeweils auf dem ersten Platz. In den Playoffs erreichten sie in der Saison 2000/01 die zweite Runde, in der sie in der Best-of-Five-Serie den New Haven Knights mit 2:3 Siegen unterlagen. Zuvor hatte das Team ein Freilos erhalten.
Im Sommer 2004 kauften der ESPN-Kommentator Steve Levy und der ehemalige NHL-Spieler Barry Melrose das Franchise und benannten es in Adirondack Frostbite um. Für Aufsehen sorgte der Suizid von Cheftrainer Marc Potvin am 13. Januar 2006 wenige Stunden vor einem Ligaspiel gegen die Kalamazoo Wings. Am 12. Juni 2006 wurde der Spielbetrieb offiziell eingestellt, nachdem sich die Teambesitzer mit der Arena-Leitung nicht auf einen neuen Mietvertrag einigen konnten.

## Saisonstatistik
Abkürzungen: GP = Spiele, W = Siege, L = Niederlagen, T = Unentschieden, OTL = Niederlagen nach Overtime SOL = Niederlagen nach Shootout, Pts = Punkte, GF = Erzielte Tore, GA = Gegentore, PIM = Strafminuten
| Saison  | GP | W  | L  | T | OTL | SOL | Pts | GF  | GA  | Platz         | Playoffs                        |
| 1999/00 | 74 | 28 | 34 | — | —   | 12  | 68  | 260 | 308 | 4., Eastern   | Niederlage in der ersten Runde  |
| 2000/01 | 74 | 40 | 28 | — | —   | 6   | 86  | 259 | 235 | 1., Northeast | Niederlage in der zweiten Runde |
| 2001/02 | 74 | 37 | 31 | — | —   | 6   | 80  | 257 | 260 | 3., Eastern   | Niederlage in der ersten Runde  |
| 2002/03 | 76 | 44 | 28 | — | —   | 4   | 92  | 300 | 245 | 2., Eastern   | Niederlage in der ersten Runde  |
| 2003/04 | 76 | 22 | 44 | — | —   | 10  | 54  | 210 | 303 | 5., Eastern   | nicht qualifiziert              |
| 2004/05 | 80 | 48 | 24 | — | —   | 8   | 104 | 276 | 235 | 1., Eastern   | Niederlage in der ersten Runde  |
| 2005/06 | 76 | 46 | 24 | — | —   | 6   | 98  | 279 | 229 | 2., Eastern   | Niederlage in der ersten Runde  |

## Team-Rekorde

### Karriererekorde
Spiele: 458  Hugo Bélanger
Tore: 221  Hugo Bélanger
Assists: 464  Hugo Bélanger
Punkte: 685   Hugo Bélanger
Strafminuten: 1126  Trevor Senn

## Bekannte Spieler
- Jake Brenk
- Alexei Jegorow
- Justin Kelly
- Pierre-Luc Létourneau-Leblond
- Cody McLeod
- Ahren Spylo
- Dimitri Suur